# Chouaib Sahraoui
Chouaib Abderrahmane Sahraoui (ur. 30 marca 2001) – algierski zapaśnik walczący w stylu wolnym. Zajął ósme miejsce na igrzyskach afrykańskich w 2023. Srebrny medalista mistrzostw Afryki w 2022. Triumfator mistrzostw arabskich w 2024. Trzeci na mistrzostwach Afryki juniorów w 2020 roku.